# Onthophagus neyo
Onthophagus neyo é uma espécie de inseto do género Onthophagus, família Scarabaeidae, ordem Coleoptera.

## História
Foi descrita cientificamente por Moretto em 2013.